# باول لست
باول لست (بالألمانية: Paul List) هو ناشر ألماني، ولد في 21 أغسطس 1869 في برلين في ألمانيا، وتوفي في 30 أبريل 1929 في لايبزيغ في ألمانيا.